# Amesbury (Massachusetts)
Amesbury è una città degli Stati Uniti d'America facente parte della contea di Essex nello stato del Massachusetts.
Fondata nel 1642, Amesbury ha ottenuto lo status di town nel 1668, quindi quello di city nel 1996.